# Microphyes robusta
Microphyes robusta är en nejlikväxtart som beskrevs av Mario Héctor Ricardi Salinas. Microphyes robusta ingår i släktet Microphyes och familjen nejlikväxter. Utöver nominatformen finns också underarten M. r. pallida.